# Inverness (Quebec)
Inverness es un municipio canadiense situado en la provincia de Quebec.

## Superficie
Inverness tiene una superficie de 176,11 km².

## Demografía
En 2021, tenía 910 habitantes, una densidad poblacional de 5,2 hab./km², y 559 viviendas.